# Sei Nazioni 2019
Il Sei Nazioni 2019 (in inglese 2019 Six Nations Championship; in francese Tournoi des Six Nations 2019; in gallese Pencampwriaeth y Chwe Gwlad 2019) fu la 20ª edizione del torneo annuale di rugby a 15 tra le squadre nazionali di Francia, Galles, Inghilterra, Irlanda, Italia e Scozia, nonché la 125ª in assoluto considerando anche le edizioni dell'Home Nations Championship e del Cinque Nazioni.
Noto per motivi di sponsorizzazione come 2019 Guinness Six Nations Championship a seguito di accordo di partnership commerciale con il birrificio irlandese Guinness, si tenne dal 1º febbraio al 16 marzo 2019.
Si trattò della prima edizione con tale title sponsor che, nel dicembre 2018, aveva siglato con il comitato organizzatore del torneo un accordo di naming della durata di sei edizioni fino al 2024.
La vittoria finale arrise al Galles, al suo trentottesimo successo (a pari merito nel palmarès della competizione con l'Inghilterra) corredato dal dodicesimo Grande Slam.
Spettacolare finale di torneo a Londra per la Calcutta Cup: l'Inghilterra, in vantaggio sulla Scozia per 31-0 dopo 35 minuti di gioco, subì una meta avversaria poco prima della fine del primo tempo, avvisaglia delle altre cinque che gli scozzesi avrebbero marcato per ribaltare completamente il punteggio e portarsi sul 38-31 a quattro minuti dalla fine; la meta di Mike Ford, in pieno recupero, e la successiva trasformazione di Owen Farrell, fissarono lo score sul 38-38 pari, che costituisce il pareggio con il punteggio più alto nella storia del rugby internazionale nonché, per gli scozzesi, il primo risultato utile a Twickenam dalla loro più recente vittoria del 1983.
Grazie a tale risultato la Scozia mantenne la Calcutta Cup, vinta l'anno prima a Edimburgo.
In tale edizione di torneo fece la comparsa anche un nuovo trofeo, la Doddie Weir Cup, in palio tra le squadre di Galles e Scozia e ideato in omaggio a Doddie Weir, rugbista scozzese colpito da sclerosi laterale amiotrofica e attivista nella promozione della ricerca scientifica contro tale malattia; quella nel torneo fu tuttavia la seconda disputa, perché il torneo fu originariamente messo in palio pochi mesi prima in occasione dei test match autunnali di fine 2018.
Il valore delle marcature, come stabilito da World Rugby nel 2017, è: 5 punti per ciascuna meta (7 se trasformata), 7 punti per la meta tecnica, 3 punti per la realizzazione di ciascun calcio piazzato, idem per il drop.

## Nazionali partecipanti e sedi
| Squadra     | Città       | Impianto interno   |
| ----------- | ----------- | ------------------ |
| Francia     | Saint-Denis | Stade de France    |
| Galles      | Cardiff     | Millennium Stadium |
| Inghilterra | Londra      | Twickenham         |
| Irlanda     | Dublino     | Aviva Stadium      |
| Italia      | Roma        | Stadio Olimpico    |
| Scozia      | Edimburgo   | Murrayfield        |

## Risultati

### 1ª giornata
| Arbitro: | Wayne Barnes |

|                        |      |                                |
| Picamoles 7’ Huget 23’ | mt   | 47’ T. Williams 52’, 72’ North |
|                        | tr   | 47’, 52’ Anscombe 72’ Biggar   |
| Lopez 34’, 70’         | c.p. | 63’ Biggar                     |
| Lopez 40+1’            | drop |                                |

| Arbitro: | Luke Pearce |

|                                            |      |                                         |
| Kinghorn 11’, 21’, 54’ Hogg 48’ Harris 61’ | mt   | 70’ Palazzani 74’ Padovani 77’ Esposito |
| Laidlaw 21’, 48’, 54’ Russell 61’          | tr   | 70’ Allan                               |
|                                            | c.p. | 9’ Allan (1/1)                          |

| Arbitro: | Jérôme Garcès |

|                      |      |                                |
| Healy 24’ Cooney 79’ | mt   | 1’ May 29’ Daly 65’, 75’ Slade |
| Sexton 24’, 79’      | tr   | 1’, 29’, 75’ O. Farrell        |
| Sexton 10’, 55’      | c.p. | 40’, 70’ O. Farrell            |

### 2ª giornata
| Arbitro: | Romain Poite |

|                 |      |                                    |
| Johnson 28’     | mt   | 10’ Murray 16’ Stockdale 55’ Earls |
| Laidlaw 28’     | tr   | 16’ Murray 55’ Carbery             |
| Laidlaw 6’, 61’ | c.p. | 68’ Carbery                        |

| Arbitro: | Mathieu Raynal |

|                        |      |                          |
| Steyn 34’ Padovani 75’ | mt   | 53’ Adams 69’ Watkin     |
| Allan 34’              | tr   | 53’ Biggar 69’ Anscombe  |
| Allan 43’              | c.p. | 1’, 14’, 18’, 29’ Biggar |

| Arbitro: | Nigel Owens |

|                                                    |      |            |
| May 2’, 24’, 29’ Slade 40’ tecnica 49’ Farrell 55’ | mt   | 35’ Penaud |
| O. Farrell 29’, 40’, 55’                           | tr   |            |
| O. Farrell 7’, 13’                                 | c.p. | 10’ Parra  |

### 3ª giornata
| Arbitro: | Nic Berry |

|                                         |      |                 |
| Ntamack 13’ Huget 41’ Alldritt 75’, 88’ | mt   | 77’ Price       |
| Ramos 13’ Serin 88’                     | tr   | 77’ A. Hastings |
| Ramos 17’                               | c.p. | 25’ Laidlaw     |

| Arbitro: | Jaco Peyper |

|                        |      |                     |
| Hill 67’ Adams 77’     | mt   | 26’ Curry           |
| Biggar 67’             | tr   | 26’ O. Farrell      |
| Anscombe 23’, 51’, 56’ | c.p. | 17’, 62’ O. Farrell |

| Arbitro: | Glen Jackson |

|                         |      |                                             |
| Padovani 33’ Morisi 38’ | mt   | 11’ Roux 20’ Stockdale 50’ Earls 66’ Murray |
|                         | tr   | 11’ Sexton 50’, 66’ Murray (2/2)            |
| Allan 19’, 25’          | c.p. |                                             |

### 4ª giornata
| Arbitro: | Pascal Gaüzère |

|                  |      |                         |
| Graham 57’       | mt   | 12’ Adams 29’ J. Davies |
|                  | tr   | 12’ Anscombe            |
| Russell 10’, 20’ | c.p. | 23’, 80’ Anscombe       |

| Arbitro: | Nic Berry |

|                                                                          |      |                      |
| George 7’ May 14’ Tuilagi 20’, 46’ Shields 31’, 78’ Kruis 63’ Robson 67’ | mt   | 11’ Allan 54’ Morisi |
| O. Farrell 7’, 14’, 20’, 31’ Ford 63’, 67’, 78’                          | tr   | 13’, 55’ Allan       |
| O. Farrell 25’                                                           | c.p. |                      |

| Arbitro: | Ben O'Keeffe |

|                                           |    |                      |
| R. Best 2’ Sexton 29’ Conan 36’ Earls 55’ | mt | 76’ Huget 80+2’ Chat |
| Sexton 2’, 29’, 55’                       | tr | 76’, 80+2’ Serin     |

### 5ª giornata
| Arbitro: | Matthew Carley |

|                    |      |                                 |
| Tebaldi 54’        | mt   | 15’ Dupont 46’ Huget 78’ Penaud |
|                    | tr   | 15’, 46’ R. Ntamack             |
| Allan 5’, 11’, 42’ | c.p. | 20’ R. Ntamack                  |
|                    | drop | 63’ R. Ntamack                  |

| Arbitro: | Angus Gardner |

|                                       |      |               |
| Parkes 1’                             | mt   | 80+2’ Larmour |
| Anscombe 1’                           | tr   | 80+2’ Carty   |
| Anscombe 17’, 35’, 41’, 48’, 53’, 69’ | c.p. |               |

| Arbitro: | Paul Williams |

|                                                      |      |                                                                   |
| Nowell 1’ Curry 8’ Launchbury 12’ May 28’ Ford 80+2’ | mt   | 34’ McInally 46’, 56’ Graham 49’ Bradbury 58’ Russell 74’ Johnson |
| O. Farrell 1’, 8’, 12’, 28’ Ford 80+2’               | tr   | 34’, 49’ Russell 58’, 74’ Laidlaw                                 |
| O. Farrell 24’                                       | c.p. |                                                                   |

## Classifica
| Pos | Squadra     | G | V | N | P | PF  | PS  | DP  | BMP | Pt |
| --- | ----------- | - | - | - | - | --- | --- | --- | --- | -- |
| 1   | Galles      | 5 | 5 | 0 | 0 | 114 | 65  | +49 | 3   | 23 |
| 2   | Inghilterra | 5 | 3 | 1 | 1 | 184 | 101 | +83 | 4   | 18 |
| 3   | Irlanda     | 5 | 3 | 0 | 2 | 101 | 100 | +1  | 2   | 14 |
| 4   | Francia     | 5 | 2 | 0 | 3 | 93  | 118 | −25 | 2   | 10 |
| 5   | Scozia      | 5 | 1 | 1 | 3 | 105 | 125 | −20 | 3   | 9  |
| 6   | Italia      | 5 | 0 | 0 | 5 | 79  | 167 | −88 | 0   | 0  |